# Geleitstraße (Weimar)

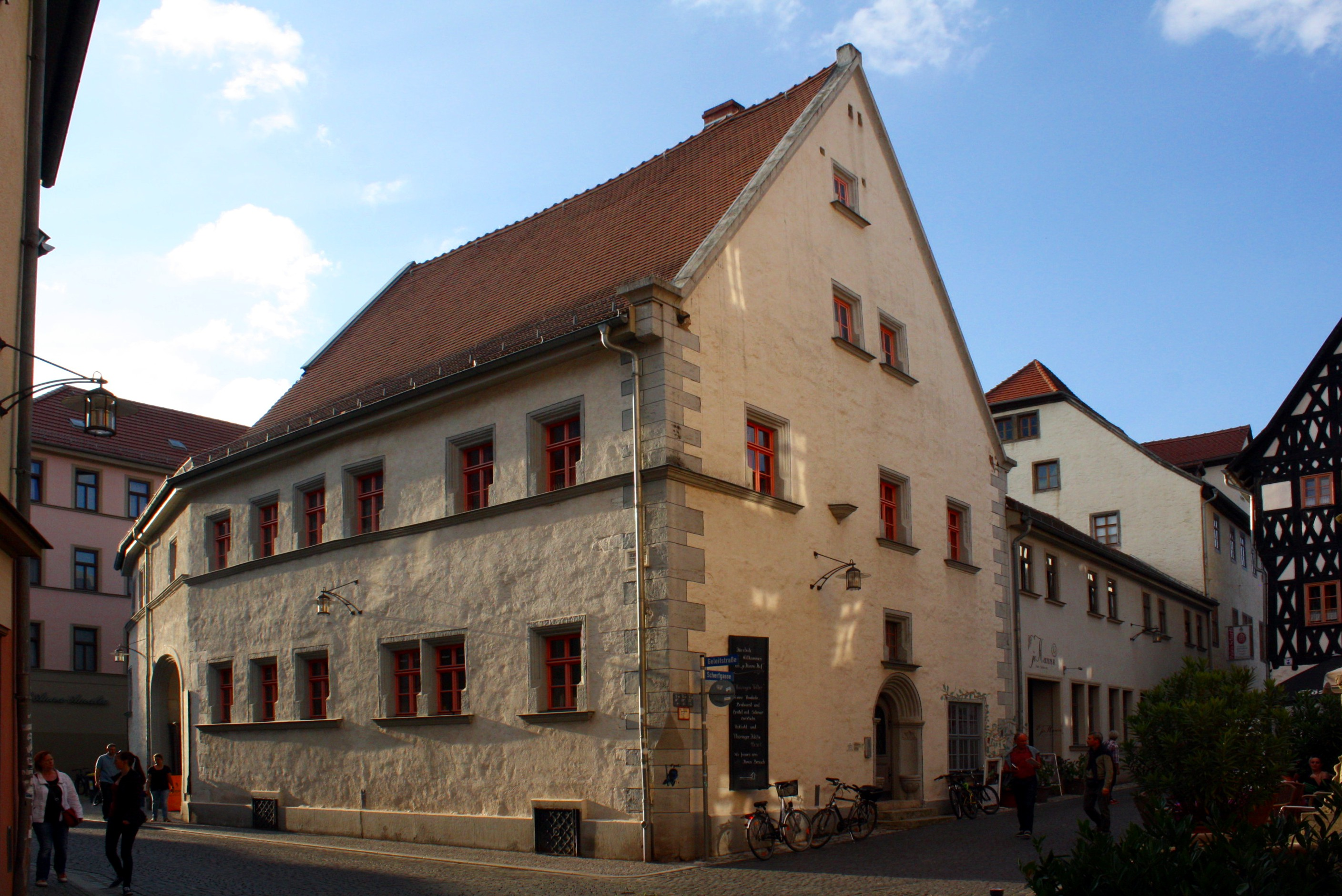
Geleithaus in Weimar; der Fachwerkgiebel ganz rechts gehört zur Geleitschenke

Die Geleitstraße in Weimar verläuft vom Ende der Rittergasse in Verlängerung der Windischenstraße nach Norden und biegt nach Einmündung der Straße Eisfeld nach Westen zum Goetheplatz ab. Dort befindet sich im Pavillon der Geleitstraße 12a das Restaurant Anno 1900. Die kurze Böttchergasse beginnt und endet in der Geleitstraße.
Die Bezeichnung Geleitstraße ist wohl erst seit dem 19. Jahrhundert gebräuchlich und rührt vom Geleithaus her, einem ursprünglich als Wohngebäude genutzten Renaissancebau aus dem Jahre 1574, der von 1764 bis 1817 als Einnahmestelle der auf die Waren durchreisender Händler erhobenen Abgaben, der Geleitgelder, diente. Es wird davon ausgegangen, dass in der Straße noch weitere ältere Gebäude einst dem Geleitwesen dienten. Die Giebelseite des Geleithauses an der Ecke zur Scherfgasse weist ein für den mitteldeutschen Raum typisches Sitznischenportal auf.
Nebenan befindet sich die Geleitschenke. 

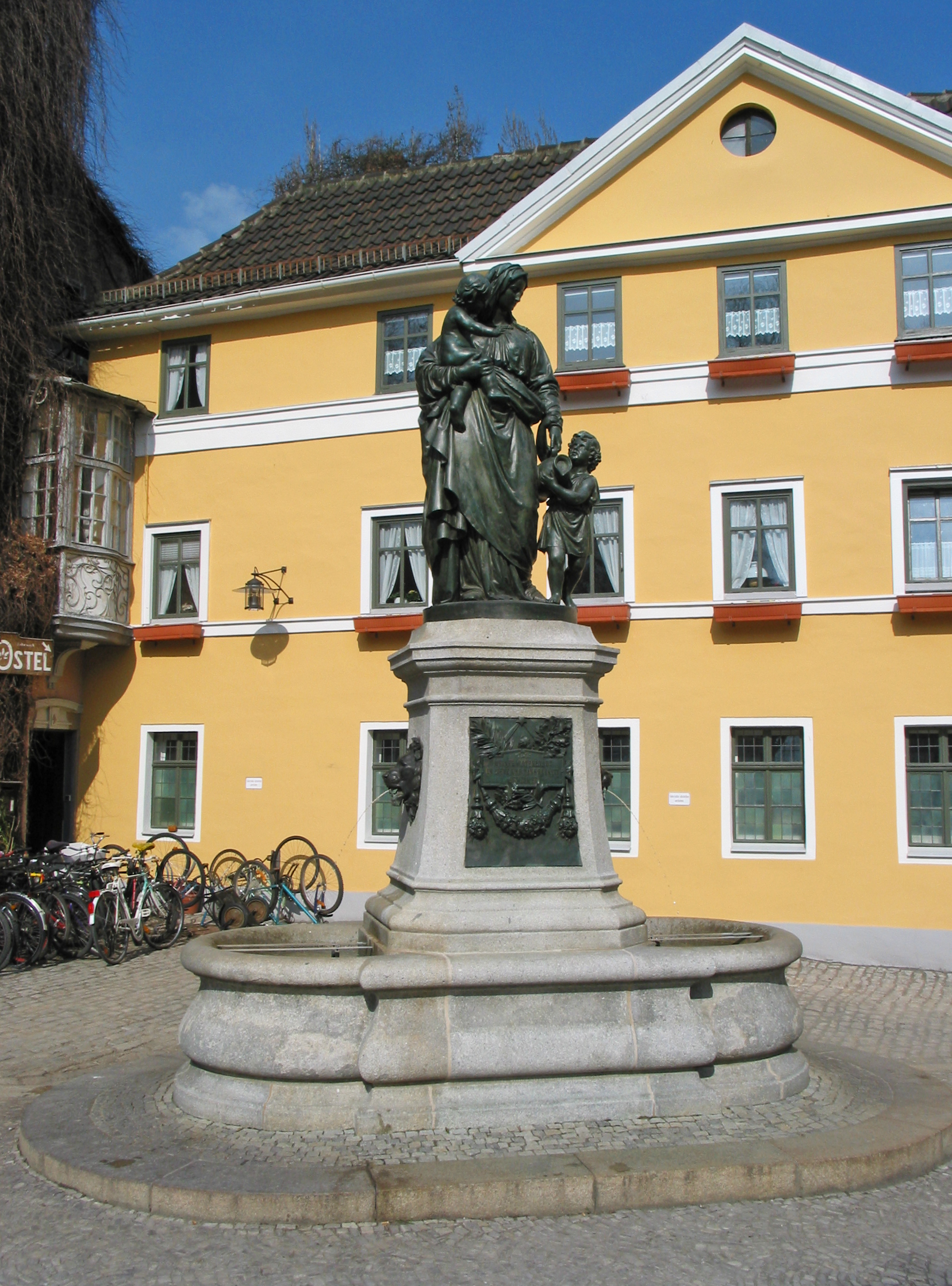
Der Donndorf-Brunnen mit der Muttergruppe und speienden Löwenköpfen Ecke Geleitstraße und Rittergasse

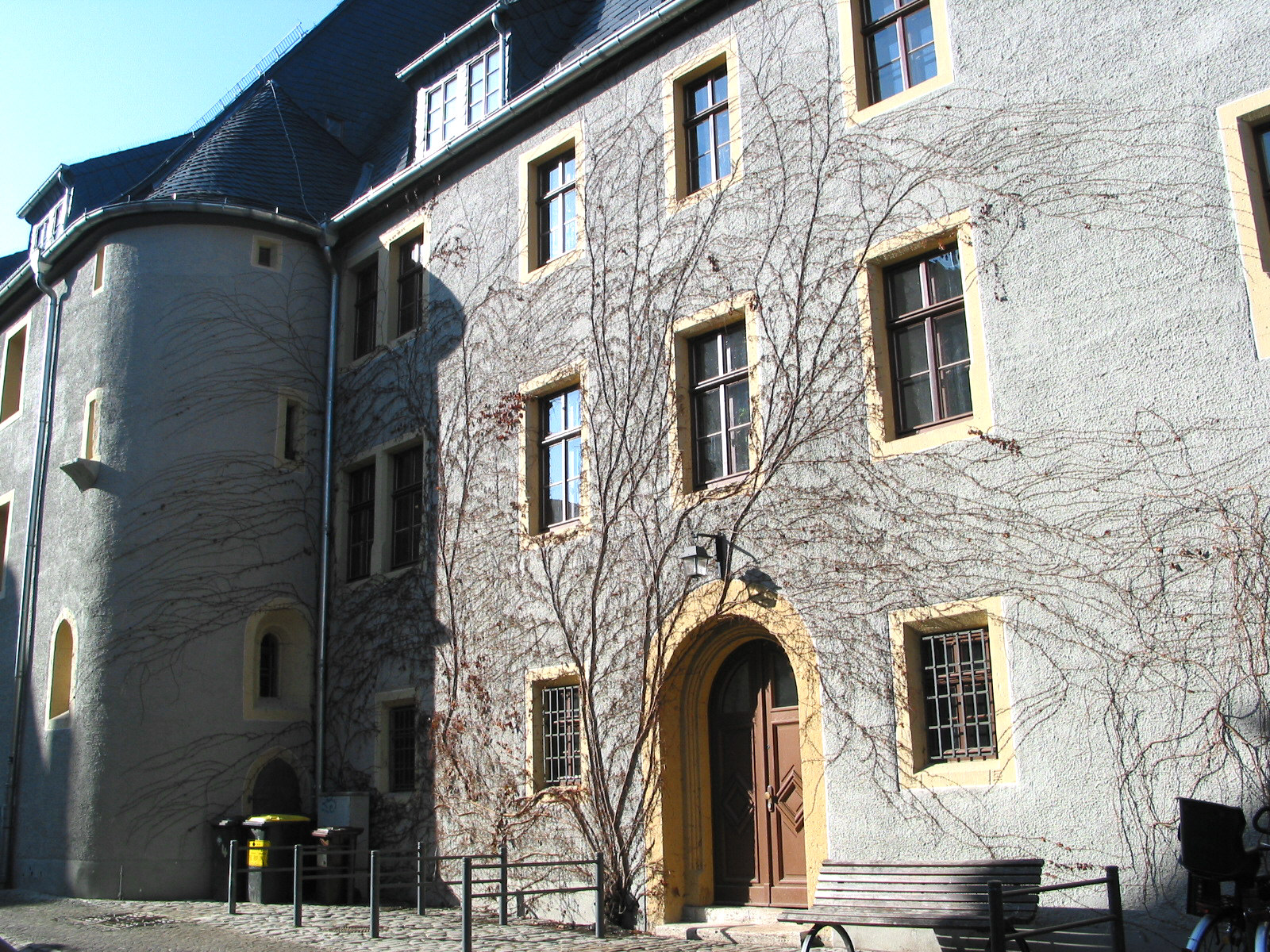
Ehemaliges Franziskanerkloster

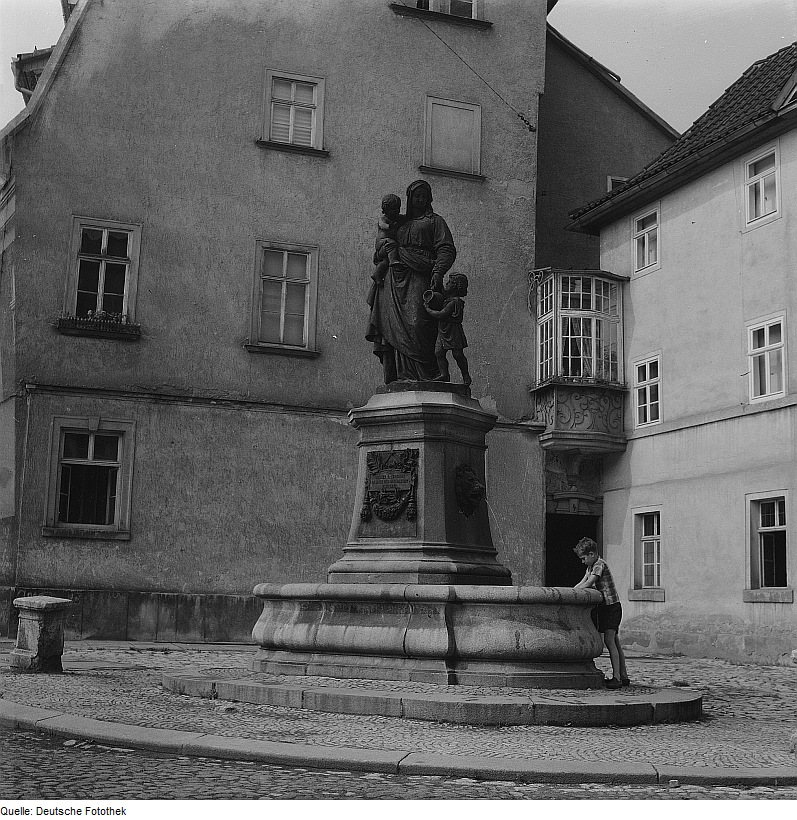
Donndorfbrunnen und im Hintergrund das um 1760 erbaute und von Louis Döllstädt 1905 veränderte Haus Geleitstraße 4, 1963

An der Ecke der Geleitstraße zur Rittergasse befindet sich auch der Donndorfbrunnen, benannt nach seinem Schöpfer Adolf von Donndorf. Die Geleitstraße 4 ist das ehemalige Hostel und Wohnprojekt „Hababusch“, das mit dem klassizistischen Bau Rittergasse 12 eine platzartige Erweiterung bildet. Am Palais 4 befindet sich zudem das Franziskanerkloster (ehemals Geleitstraße 1–3), in dem auch der Reformator Martin Luther mehrfach zu Gast war. Eine kleine Gedenktafel erinnert daran. 
Gegenüber dem Donndorfbrunnen befand sich das Weimarer Landgericht. Das Gebäude wurde im Zweiten Weltkrieg durch die Luftangriffe auf Weimar zerstört. Von 1878 bis zu seiner Zerstörung wurden hier Hinrichtungen vollzogen. Dahinter in Richtung Theaterplatz befindet sich der bauliche Rest des ehemaligen Zeughauses. Rechts davon liegt die kurze Böttchergasse. 
Die gesamte Straße steht auf der Liste der Kulturdenkmale in Weimar (Sachgesamtheiten und Ensembles).